# Deutsche Leichtathletik-Hallenmeisterschaften 2012
Die 59. Deutschen Leichtathletik-Hallenmeisterschaften fanden vom 25. bis 26. Februar 2012 in der Europahalle in Karlsruhe statt. Zum siebten Mal war Karlsruhe Gastgeber.
Die 4-mal-200-Meter-Staffel der Männer vom TV Wattenscheid lief deutschen Rekord. Björn Otto gewann im Stabhochsprung mit Meisterschaftsrekord, ebenso Carolin Walter über 800 Meter. Cathleen Tschirch über 200 Meter und David Storl im Kugelstoßen übernahmen mit ihren Leistungen die Spitze der europäischen Rangliste.
Erstmals nicht mehr im Programm war die 4-mal-400-Meter-Staffel.

## Ausgelagerte Wettbewerbe
Die Mehrkämpfe wurden am 28. und 29. Januar in der Helmut-Körnig-Halle bei den Deutschen Hallenmehrkampfmeisterschaften in Dortmund ausgetragen. Die 3-mal-1000-Meter-Staffeln konkurrierten am 19. Februar im Rahmen der Deutschen Jugendhallenmeisterschaften in Sindelfingen.

## Medaillengewinner

### Frauen
| Disziplin      | Gold                                                                          | Leistung    | Silber                                                                                   | Leistung    | Bronze                                                                       | Leistung    |
| -------------- | ----------------------------------------------------------------------------- | ----------- | ---------------------------------------------------------------------------------------- | ----------- | ---------------------------------------------------------------------------- | ----------- |
| 60 m           | Verena Sailer (MTG Mannheim)                                                  | 7,15 s      | Yasmin Kwadwo (TV Wattenscheid 01)                                                       | 7,28 s      | Tatjana Pinto (LG Ratio Münster)                                             | 7,34 s      |
| 200 m          | Cathleen Tschirch (TSV Bayer 04 Leverkusen)                                   | 23,21 s     | Anne Möllinger (MTG Mannheim)                                                            | 23,39 s     | Rebekka Haase (LV 90 Erzgebirge)                                             | 24,26 s     |
| 400 m          | Esther Cremer (TV Wattenscheid 01)                                            | 52,45 s     | Wiebke Ullmann (TSV Bayer 04 Leverkusen)                                                 | 53,48 s     | Maral Feizbakhsh (TV Wattenscheid 01)                                        | 53,86 s     |
| 800 m          | Carolin Walter (TSV Bayer 04 Leverkusen)                                      | 2:01,29 min | Karoline Pilawa (LG Stadtwerke München)                                                  | 2:04,69 min | Aline Krebs (LAZ Saarbrücken)                                                | 2:04,71 min |
| 1500 m         | Maren Kock (LG Telis Finanz Regensburg)                                       | 4:14,72 min | Corinna Harrer (LG Telis Finanz Regensburg)                                              | 4:15,24 min | Gesa Felicitas Krause (LG Eintracht Frankfurt)                               | 4:16,36 min |
| 3000 m         | Corinna Harrer (LG Telis Finanz Regensburg)                                   | 9:25,87 min | Maren Kock (LG Telis Finanz Regensburg)                                                  | 9:26,11 min | Jana Sussmann (LT Haspa Marathon)                                            | 9:28,52 min |
| 60 m Hürden    | Cindy Roleder (LAZ Leipzig)                                                   | 7,96 s      | Carolin Nytra (MTG Mannheim)                                                             | 7,98 s      | Nadine Hildebrand (LAZ Salamander Kornwestheim-Ludwigsburg)                  | 8,14 s      |
| 4 × 200 m      | TV Wattenscheid 01 (Christina Haack, Esther Cremer, Yasmin Kwadwo, Maike Dix) | 1:33,86 min | TSV Bayer 04 Leverkusen (Cathleen Tschirch, Julia Förster, Anna Maiwald, Wiebke Ullmann) | 1:34,72 min | LG Ratio Münster (Tatjana Pinto, Lena Malkus, Theresa Greb, Kathrin Czichon) | 1:36,55 min |
| 3000 m Gehen   | keine DM-Wertung, da nur zwei Teilnehmerinnen, aber                           |             |                                                                                          |             |                                                                              |             |
| Hochsprung     | Ariane Friedrich (LG Eintracht Frankfurt)                                     | 1,91 m      | Marie-Laurence Jungfleisch (LAZ Salamander Kornwestheim-Ludwigsburg)                     | 1,89 m      | Nadja Kampschulte (TV Wattenscheid 01)                                       | 1,89 m      |
| Stabhochsprung | Silke Spiegelburg (TSV Bayer 04 Leverkusen)                                   | 4,57 m      | Kristina Gadschiew (LAZ Zweibrücken)                                                     | 4,52 m      | Lisa Ryzih (ABC Ludwigshafen)                                                | 4,47 m      |
| Weitsprung     | Ksenia Achkinadze (SC Gelnhausen)                                             | 6,56 m      | Lena Malkus (LG Ratio Münster)                                                           | 6,44 m      | Kristin Gierisch (LAC Erdgas Chemnitz)                                       | 6,41 m      |
| Dreisprung     | Kristin Gierisch (LAC Erdgas Chemnitz)                                        | 14,19 m     | Jenny Elbe (Dresdner SC)                                                                 | 14,02 m     | Theresa Greb (LG Ratio Münster)                                              | 13,07 m     |
| Kugelstoßen    | Nadine Kleinert (SC Magdeburg)                                                | 19,13 m     | Christina Schwanitz (LV 90 Erzgebirge)                                                   | 18,68 m     | Denise Hinrichs (TV Wattenscheid 01)                                         | 18,06 m     |
| Fünfkampf      | Maren Schwerdtner (Hannover 96) 4318                                          | 4318 Punkte | Christina Kiffe (ASC Darmstadt)                                                          | 4284 Punkte | Stefanie Saumweber (SSV Ulm 1846)                                            | 4064 Punkte |

### Männer
| Disziplin      | Gold                                                                              | Leistung     | Silber                                                                           | Leistung     | Bronze                                                                                  | Leistung     |
| -------------- | --------------------------------------------------------------------------------- | ------------ | -------------------------------------------------------------------------------- | ------------ | --------------------------------------------------------------------------------------- | ------------ |
| 60 m           | Christian Blum (TV Wattenscheid 01)                                               | 6,62 s       | Tobias Unger (VfB Stuttgart)                                                     | 6,69 s       | Maximilian Kessler (SC Charlottenburg)                                                  | 6,70 s       |
| 200 m          | Aleixo-Platini Menga (TSV Bayer 04 Leverkusen)                                    | 20,94 s      | Sven Knipphals (VfL Wolfsburg)                                                   | 21,03 s      | Maximilian Kessler (SC Charlottenburg)                                                  | 21,09 s      |
| 400 m          | Miguel Rigau (LT DSHS Köln)                                                       | 46,90 s      | Simon Kirch (SV Saar 05 Saarbrücken)                                             | 46,96 s      | Thomas Schneider (Dresdner SC)                                                          | 47,01 s      |
| 800 m          | Sören Ludolph (LG Braunschweig)                                                   | 1:52,27 min  | Jan Riedel (Dresdner SC)                                                         | 1:52,53 min  | Kevin Stadler (Erfurter LAC)                                                            | 1:52,54 min  |
| 1500 m         | Homiyu Tesfaye (LG Eintracht Frankfurt)                                           | 3:47,34 min  | Carsten Schlangen (LG Nord Berlin)                                               | 3:48,05 min  | Martin Sperlich (VfB LC Friedrichshafen)                                                | 3:49,84 min  |
| 3000 m         | Arne Gabius (LAV Tübingen)                                                        | 7:51,72 min  | Steffen Uliczka (SG TSV Kronshagen/Kieler TB)                                    | 8:04,98 min  | Simon Stützel (TV Wattenscheid 01)                                                      | 8:06,34 min  |
| 60 m Hürden    | Gregor Traber (LAV Tübingen)                                                      | 7,59 s       | Alexander John (LAZ Leipzig)                                                     | 7,69 s       | Matthias Bühler (LG Offenburg)                                                          | 7,70 s       |
| 4 × 200 m      | TV Wattenscheid 01 (Julian Reus, Robin Erewa, Alexander Kosenkow, Christian Blum) | 1:23,90 min  | SC Charlottenburg (Maximilian Kessler, Eric Franke, Robert Hind, George Petzold) | 1:24,84 min  | LG Stadtwerke München (Christian Rasp, Marcus Mikulla, Benedikt Wiesend, David Gollnow) | 1:25,52 min  |
| 3 × 1000 m     | TV Wattenscheid 01 (Martin Bischoff, Simon Stützel, Christoph Lohse)              | 7:16,01 min  | StG Balingen/Zell (Clemens Silabetzschky, Randy Bögelspacher, Denis Bäuerle)     | 7:22,69 min  | StG Magdeburg-Halle (Tim Jurich, Stephan Abisch, Oliver Vogel)                          | 7:23,02 min  |
| 5000 m Gehen   | Nils Christopher Gloger (SC Potsdam)                                              | 20:19,07 min | Maik Berger (SC Charlottenburg)                                                  | 20:33,90 min | Steffen Borsch (SV Halle)                                                               | 21:43,14 min |
| Hochsprung     | Raúl Spank (Dresdner SC)                                                          | 2,32 m       | Matthias Haverney (Dresdner SC)                                                  | 2,26 m       | Sebastian Kneifel (TSV Bayer 04 Leverkusen)                                             | 2,15 m       |
| Stabhochsprung | Björn Otto (LAV Bayer Uerdingen/Dormagen)                                         | 5,92 m       | Malte Mohr (TV Wattenscheid 01)                                                  | 5,87 m       | Raphael Holzdeppe (LAZ Zweibrücken)                                                     | 5,82 m       |
| Weitsprung     | Sebastian Bayer (Hamburger SV)                                                    | 8,12 m       | Julian Howard (LG Region Karlsruhe)                                              | 7,88 m       | Alyn Camara (TSV Bayer 04 Leverkusen)                                                   | 7,78 m       |
| Dreisprung     | Andreas Pohle (ASV Erfurt)                                                        | 16,51 m      | Martin Seiler (ABC Ludwigshafen)                                                 | 16,16 m      | Manuel Ziegler (LG Telis Finanz Regensburg)                                             | 15,80 m      |
| Kugelstoßen    | David Storl (LAC Erdgas Chemnitz)                                                 | 21,40 m      | Candy Bauer (LV 90 Erzgebirge)                                                   | 19,77 m      | Artur Hoppe (VfL Sindelfingen)                                                          | 19,56 m      |
| Siebenkampf    | Steffen Kahlert (TuS Wunstorf)                                                    | 5813 Punkte  | Rico Freimuth (Hallesche LF)                                                     | 5715 Punkte  | Matthias Prey (Ahrensburger TSV)                                                        | 5702 Punkte  |